# ناخدا و فرمانده: آخر دنیا
«ناخدا و فرمانده: آخر دنیا» (انگلیسی: Master and Commander: The Far Side of the World) یک فیلم به کارگردانی پیتر ویر است که در سال ۲۰۰۳ منتشر شد.

## خلاصه
سال 1805. اروپا به اشغال نیروهای «ناپلئون» درآمده و فقط نیروی دریایی بریتانیاست که مانع از پیروزی کامل او است. در آب های امریکای جنوبی «ناخدا جک ابری» (کرو)، فرمانده «اچ. ام. اس. سورپرایز» دستور گرفته کشتی نظامی فرانسوی «اشرون» را که منطقه را زیر نظر دارد- تسخیر یا غرق کند…

## بازیگران
- راسل کرو
- پل بتانی
- بیلی بوید
- جوزف مورگان
- پاتریک گلگر
- کریس لارکین
- جان دی‌سنتیس
- روبر لپاژ

## جوایز
اسکار:
- برنده, جایزه اسکار بهترین فیلمبرداری, راسل بوید
- برنده, جایزه اسکار بهترین صداگذاری، ریچارد کینگ
- نامزد، جایزه اسکار بهترین فیلم
- نامزد، جایزه اسکار بهترین کارگردانی, پیتر ویر
- نامزد، جایزه اسکار بهترین کارگردانی هنری
- نامزد، جایزه اسکار بهترین طراحی لباس
- نامزد، جایزه اسکار بهترین تدوین فیلم
- نامزد جایزه اسکار بهترین گریم
- نامزد جایزه اسکار بهترین صدابرداری
- نامزد جایزه اسکار بهترین جلوه‌های ویژه

بفتا:
- نامزد جایزه بفتای بهترین بازیگر مکمل نقش مرد برای پل بناتی در نقش Maturin Stephen